# Le compagne della notte
Le compagne della notte (Les Compagnes de la nuit) è un film del 1953 diretto da Ralph Habib.

## Trama
Tre casi apparentemente non correlati, cioè la morte di un camionista, la scoperta del cadavere di una giovane donna sfigurata dal vetriolo e la morte di un'altra, investita da un'auto, consentono all'ispettore Maréchal di scoprire una rete malavitosa organizzata per lo sfruttamento della prostituzione.